# NSB Type 69
BM 69 oder Type 69 ist die Bezeichnung einer elektrischen Triebzugfamilie, die von den Norges Statsbaner für den Pendlerverkehr, für Zweiglinien und teilweise für die Bedienung mittlerer Entfernungen beschafft wurde. Die Baureihe war mit 88 Einheiten die zahlenmäßig am meisten eingesetzte Gattung von Triebzügen in Norwegen. Alle Züge wurden von Strømmens Værksted gebaut.
BM69 ist nur die Bezeichnung der Triebwagen, sie wird jedoch auch für die gesamte Einheit aus Trieb- (BM), Steuer- (BS) und eventuellem Mittelwagen (B) verwendet. Die Triebwagen werden mit 69001... (oder 69.001) aufwärts nummeriert, die Mittelwagen B69 mit 69801... (oder 69.801) und die Steuerwagen BS69 mit 69601... (oder 69.601), so dass als Beispiel die Einheit 69-55 aus den Einzelwagen 69055 + 69855 + 69655 besteht. Die erste Serie hatte ursprünglich eine vierstellige Nummerierung, die Triebwagen 69.01–69.15 und die Steuerwagen 69.61–69.75. Dies wurde geändert, als vorausschauend die hohe Zahl der Nachbestellungen die Nummern der Steuerwagen überschreiten würden.

## Technik
Die Wagen einer Einheit sind untereinander mit Schraubenkupplungen und Seitenpuffern verbunden. Die Triebzüge mit Thyristorsteuerung besitzen automatische Scharfenbergkupplungen. Es ist möglich, bis zu drei Einheiten der Typen 69 und 70 in Mehrfachtraktion zu fahren.

## Bauarten
Die Type BM69 gibt es in sieben Bauarten:
- Die Bauart BM69A war die Ursprungsversion, gebaut 1970 und 1971. Eine Einheit besteht aus zwei Wagen (Triebwagen BM und Steuerwagen BS). Insgesamt wurden 15 Zweiwageneinheiten gebaut. Der BS 69602 erhielt im Dezember 2009 die Betriebsnummer 69647 und wurde mit dem BM 69047 gekuppelt.

- Die BM69B wurde 1974/75 gefertigt. Diese Züge wurden mit einer elektrischen Widerstandsbremse ausgestattet. Die Züge bestehen bis auf 69-24 und 69-25, die einen Mittelwagen B69 erhalten haben, aus zwei Wagen. Einige Züge wurden mit vergrößerten Gepäckabteilen nachgerüstet, um sie auf längeren Strecken wie auf der Bergensbane zwischen Bergen und Myrdal einsetzen zu können, auf denen häufiger Skiausrüstungen oder Fahrräder mitgenommen werden. Während die Wagen der Bauart 69A über zwei Türen pro Seite verfügen, gibt es bei der B-Reihe nur jeweils eine Tür. Dadurch waren 15 zusätzliche Sitzplätze vorhanden. Im November 1993 wurden BS 69618 zum Mittelwagen B 69824 und BS 69619 zum Mittelwagen B 69825 umgebaut.

- Die BM69C wurden 1975 als Dreiwagenzüge (Triebwagen BM, Mittelwagen B und Steuerwagen BS) gebaut. Die insgesamt 14 Einheiten werden meist als Pendlerzüge eingesetzt.

- Insgesamt 39 Züge der Bauart BM69D wurden zwischen 1983 und 1990 gefertigt. Sie unterscheiden sich von ihren Vorgängern auch äußerlich durch die geänderten Fronten. BM 69-75 und 69-69 – 69-83 wurden als Dreiwagenzüge mit Mittelwagen geliefert.

- Die beiden Wagen der Bauart BM69E (69-50 und 69-51) sind für den Einsatz auf mittleren Entfernungen umgebaute Einheiten der Reihe D. So wurde der Sitzteiler von 2+3 auf 2+2 geändert. Die Züge wurde zuerst auf der Gjøvikbane und der Jærbane eingesetzt, anschließend verkehren sie zwischen Bergen und Voss. 2016 wurden sie an Tågkompaniet verkauft und 2019 von Taraldsvik Maskin AS (TMAS) übernommen.[1]

- Die Bauart BM69G entstand ebenfalls aus Zügen der Reihe D. Sie verfügen über eine erste Klasse und sind mit Verkaufsautomaten für Snacks und Getränke ausgestattet. Die neun Züge der Reihe G (69-56, 69-60 – 69-63, 69-65 – 69-67 und 69-70) wurden 2006 in Dänemark umgebaut und fahren auf der Gjøvikbahn.[2] Am 29. April 2019 wurde 69-70 an Taraldsvik Maskin AS verkauft und mit dem Namen Viktoriahavn versehen.

- Zwischen Herbst 2015 und Frühjahr 2017 wurden zehn Garnituren des Typs 69D modernisiert und als Bauart BM69H bezeichnet.

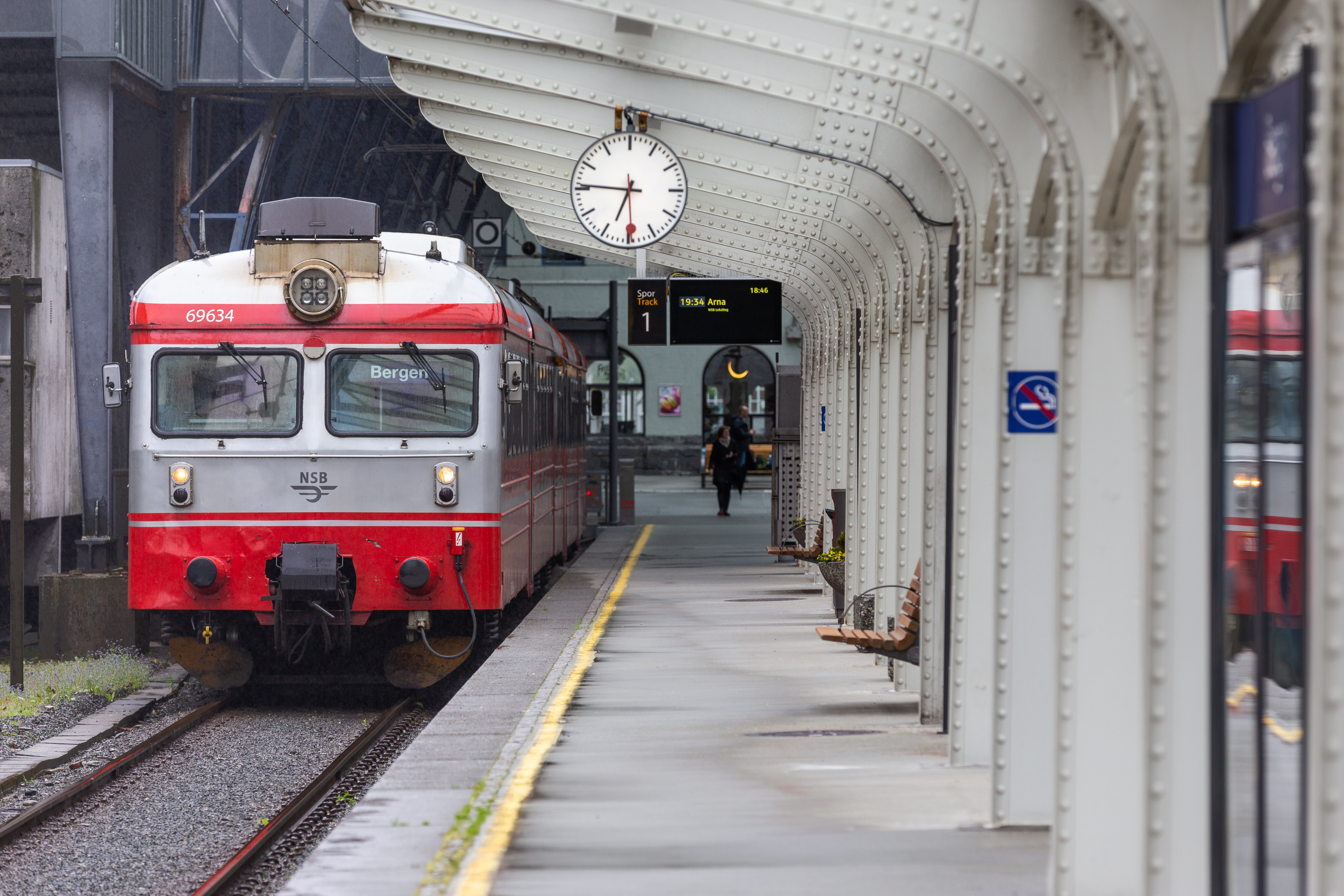
NSB 69634/69034 im Bahnhof Bergen

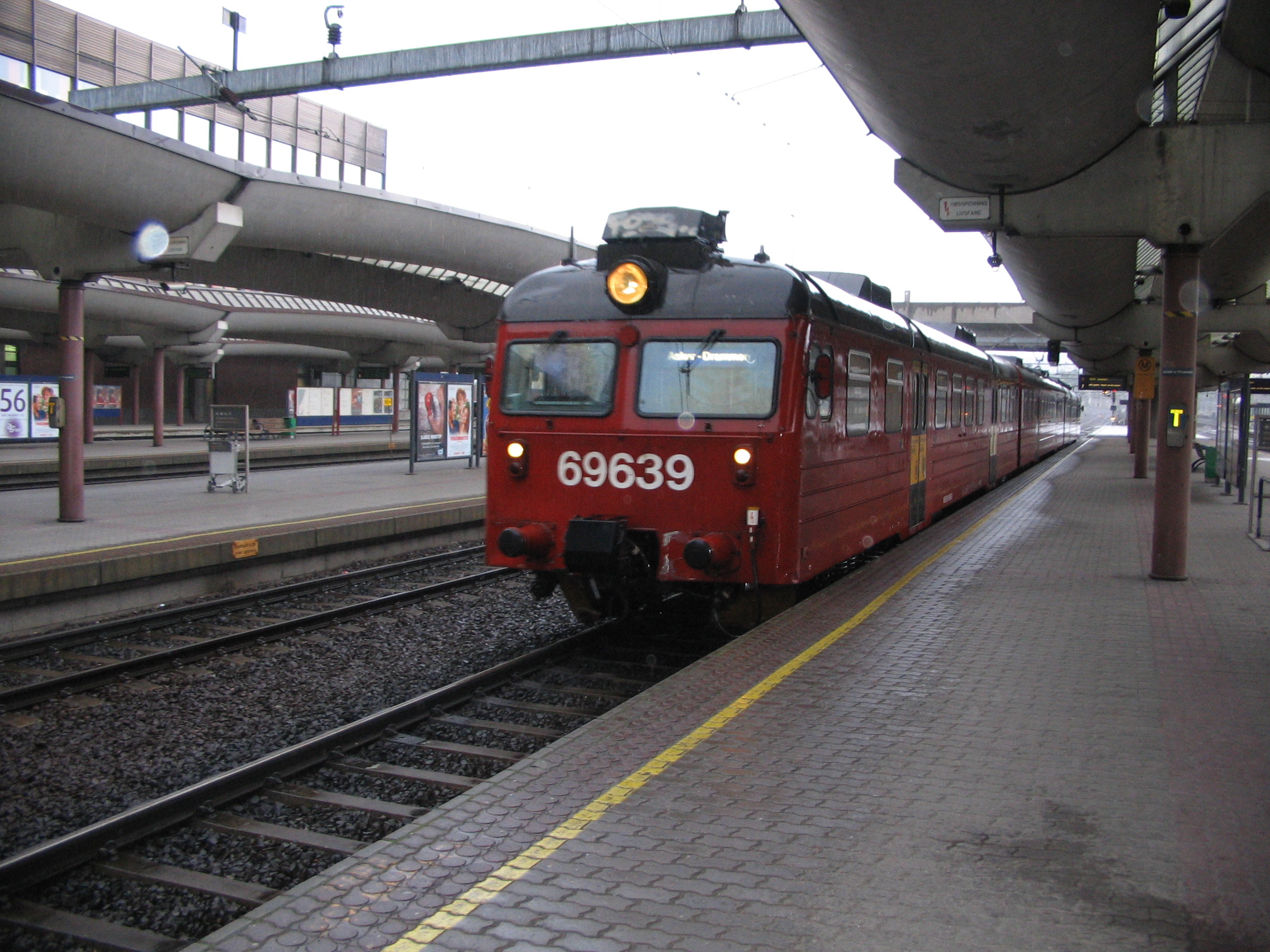
Steuerwagen BS69.636 (Reihe C) bei der Ankunft in Oslo S

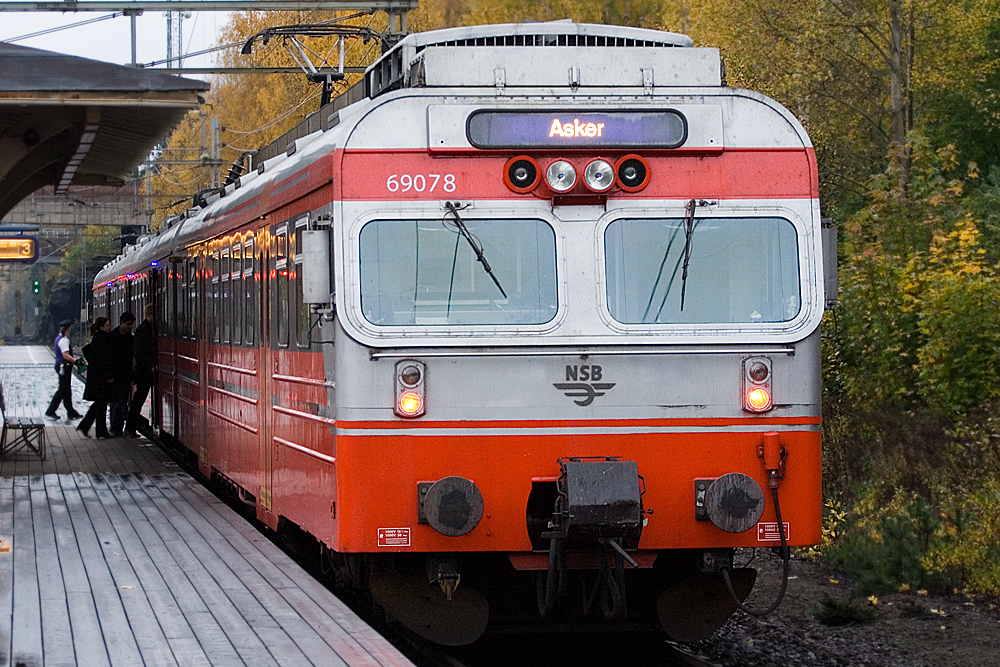
Triebwagen BM69.078 im neuen Design in Lørenskog

## Züge mit Namen
Einigen der Züge wurden Namen gegeben.
| Nummer | Name   | Zeitraum  |
| 69025  | Freke  | ab 1998   |
| 69030  | Tjalve | 1992–2004 |
| 69031  | Idun   | ab 1998   |
| 69032  | Røskva | ab 1993   |
| 69033  | Hugin  | 1993–2005 |
| 69034  | Munin  | ab 1993   |
| 69035  | Eivind | ab 1998   |
| 69050  | Knoll  | 1983–1994 |
| 69051  | Tott   | 1983–1994 |

## Verbleib
- Type A: Die Züge 69-09 und 69-14 wurden 1990 bzw. 1992 ausgemustert. Alle anderen Züge der Serie wurden zwischen 2014 und 2017 ausgemustert und verschrottet.

### TMAS Type 69
Die Triebwagen BM 69-70 (69G) sowie BM 69-50 und BM 69-51 (69E) wurden 2019 von Taraldsvik Maskin AS mit Sitz in Narvik übernommen. Der BM 69-70 ist als VIKTORIAHAVN (TMAS 94 76 0469 003) für Arctic Train auf der Ofotbane im Einsatz.